# Gustav Gardthausen
Gustav Waldemar Gardthausen, Pseudonym: Justus Ernst, (* 4. April 1807 in Kopenhagen; † 25. Oktober 1872 in Ulkebüll) war ein deutscher Pastor und Schriftsteller.

## Leben und Wirken
Gustav Gardthausen war ein außerehelicher Sohn des Lehrers und Schriftstellers Hans Gardthausen (1776–1845). Seine Mutter war eine geborene Thyberg und hieß als verheiratete Frau Collin. Die Mutter stammte aus Kopenhagen, wo Gardthausen in der königlichen Entbindungsanstalt zur Welt kam. Dem dortigen Register ist der Name der Mutter nicht zu entnehmen. Er erhielt zunächst den Namen „Gustav Waldemar“ und ist mit dem entsprechenden Nachnamen „Waldemar“ an der Gelehrtenschule von Glückstadt verzeichnet. Die Änderung des Familiennamens erfolgte nach einem Antrag seines Vaters erst 1827.
1809 zog Gardthausen mit seinem Vater nach Kappeln, wo er die Kindheit verbrachte. Der Pastor Wilhelm Thieß aus Arnis vermittelte ihm die Grundlagen für einen Besuch der Glückstädter Gelehrtenschule. Hier geriet er aufgrund einer geheimen Schülerverbindung in Auseinandersetzungen mit dem Rektor und Primanern. Vermutlich aus diesem Grund wechselte er Ende 1824 auf die Eutiner Gelehrtenschule, an der er Ostern 1827 die Reifeprüfung ablegte. Anschließend studierte er Theologie und Philologie an der Universität Kiel. Hier gehörte er zu den Anhängern von Claus Harms. Zum Sommersemester 1828 wechselte er nach Berlin und blieb dort für drei Semester. Im Wintersemester 1829/30 ging er erneut nach Kiel. Dadurch studierte er insgesamt vier Semester an der dortigen Universität und erfüllte somit das Aufnahmekriterium für eine Stelle in den Herzogtümern.
Im Herbst 1831 legte Gardthausen das Examen ab. Danach unterrichtete er bis 1835 als Hauslehrer in Burg auf Fehmarn. Von 1836 bis 1839 arbeitete er als Erzieher bei der verwitweten Gräfin Luckner in Plön, deren Stieftochter er später heiratete. Sein Vater hatte im Elternhaus der Gräfin als Hauslehrer gearbeitet. Zum Kreis der Verwandten der Luckners gehörte Rochus von Liliencron, mit dem Gardthausen eine enge Freundschaft verband.
1835/36 bemühte sich Gardthausen erfolglos um eine Pastorenstelle. Spätere Aussagen lassen die Vermutung zu, dass er diesen Berufswunsch nicht sehr ernsthaft verfolgte. Stattdessen versuchte er sich als freier Schriftsteller. Kleinere Werke schrieb er ab 1828 unter eigenem Namen. Er hatte davor Gedichte geschrieben, die sein Vater unter seinem Namen in dem Jahrbuch „Eidora“ veröffentlicht hatte. 1839 erschien mit „Die Ostsee“ ein erstes umfangreicheres Werk. Er widmete das Buch Christian August von Schleswig-Holstein-Sonderburg-Augustenburg. Das Buch verkaufte sich derart erfolgreich, dass 1847 eine zweite Auflage erschien. König Christian VIII. wurde so auf Gardthausen aufmerksam. Als sich der König im September 1840 in Kiel aufhielt, bat er darum, den Dichter kennenlernen zu können. Er sagte ihm bei der Visite zu, ein Reisestipendium zu finanzieren. Danach sollte er eine Stelle als Pastor erhalten.

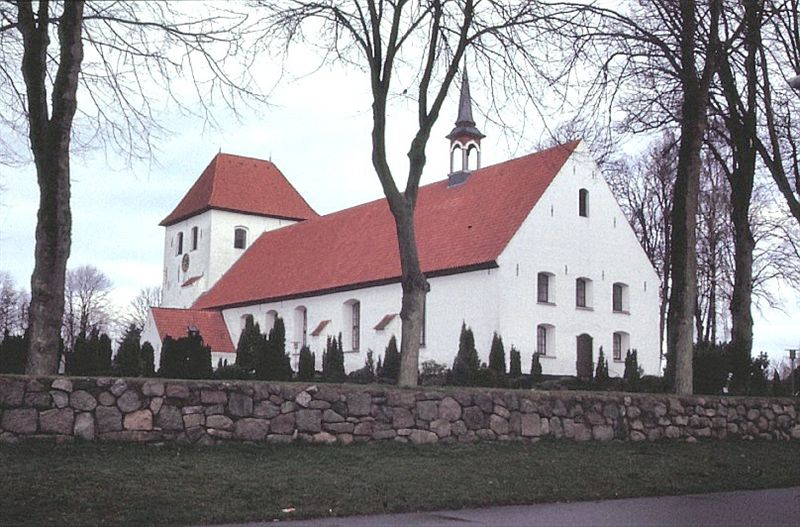
Kirche in Ulkebüll

Gardthausen ging nun eine erste Ehe ein und lebte mit seiner Ehefrau weiterhin bei Gräfin Luckner. Er bekam eine erste Rate aus dem Fond ad Usus Publicos und reiste Anfang August 1841 nach Italien. Sein Vater drängte ihn erfolglos, das komplette zweijährige Stipendium in Anspruch zu nehmen und einen Reisebericht für den König zu schreiben. Gardthausen kehrte hingegen früher zurück. Von Februar bis Juni 1842 lebte er in Berlin. Im Juli 1842 zog er zu seiner Frau nach Kappeln. Hier blieb er zunächst ohne Einkommen. Er versuchte vergeblich, eine Pastorenstelle zu bekommen. Im Februar 1843 bewarb er sich um eine Professur für Ästhetik und Nationalliteratur an der Universität Kiel, erhielt die Stelle jedoch nicht. Ein königliches Dekret verhalf ihm im Juni 1844 zum zweiten Kompastorat von Barmstedt. Die Bezahlung war verhältnismäßig schlecht. Da Gardthausen Christian VIII. 1846 in einem „Offenen Brief“ kritisierte, verhinderte er seine Beförderung vermutlich selbst. 1846 verhalf ihm Herzog Christian August zur Pfarrstelle von Ulkebüll. Diese gehörte zu den höchstdotierten der Region. Hier arbeitete er von November 1846 bis Lebensende.

## Werke
Gardthausen schrieb zunächst lyrische Gedichte und Gelegenheitsdichtungen. Er verfasste auch geistliche Gedichte, von denen eines Eingang in Claus Harms’ Liedersammlung „Gesänge für die gemeinschaftliche Andacht“ fand. Danach schrieb er „Die Ostsee“, die den alleinigen Grund für sein zwischenzeitliches Renommee als Literat darstellte. Gardthausen folgte dabei dem „Don Juan“ von George Gordon Byron. Ähnlich gestaltete er 1841 den „Antonello“. 1851 schrieb er unter Pseudonym den politischen Einakter „Der Ministercongreß“. Beide Werke blieben erfolglos und sind auch nicht literaturhistorisch bedeutend. Darüber hinaus schuf er zumeist politische Lyrik im Stil von Friedrich Rückert oder Emanuel Geibel. Er zeigte humoristische Tendenzen und erstellte Werke, die, wenn überhaupt, interessant für die Politikgeschichte sind.

## Politisches Engagement
Gardthausen befürwortete zunächst einen dänischen Gesamtstaat. Seinen frühen Werken wie der „Ostsee“ ist zu entnehmen, dass er gleichzeitig hervorhob, Deutscher und Schleswig-Holsteiner zu sein. Nach seinem „Offenen Brief“ zeigte er sich deutlich separatistischer, wenngleich nur wenig anti-dänisch. Im Juli 1848 kandidierte er für die Schleswig-Holsteinische Landesversammlung, in der er bis 1851 den Wahlkreis II (Elmshorn) vertrat. Insbesondere 1848 sprach er als Redner zu zentralen Themen, so zur Frage, ob die provisorische Regierung legitim sei.
Nach dem Ende der Schleswig-Holsteinischen Erhebung kritisierte Gardthausen die Politik der Großmächte und Preußens. Er schrieb einen „Ministercongreß“ und anonym Gedichte, die 1862 insbesondere im „Norddeutschen Grenzboten“ zu lesen waren. Anfang Januar 1864 verfasste er einen offenen Brief, den die Zeitung „Nationale Partei“ veröffentlichte. Darin sprach er sich für die Huldigungsveranstaltungen aus, die in Schleswig-Holstein für Friedrich VIII. von Schleswig-Holstein stattfanden und sich gegen von den Bundeskommissaren in Altona am 26. Dezember 1863 geäußerten Missbilligungen richteten.
Im Januar 1864 besuchte Gardthausen die Landesdeputation des Landesausschusses der Schleswig-Holsteinischen Vereine in Frankfurt und München. Während der Veranstaltungen trat er wiederholt als Redner in Erscheinung. Bei der Zusammenkunft in München übergab er mit vier weiteren Abgeordneten König Maximilian II. eine Bittschrift der Landesdeputation. Nachdem Preußen die Herzogtümer annektiert hatte, schrieb Gardthausen, der eindeutig auf Seiten der Augustenburger stand, 1868: „Wir Schleswig-Holsteiner sind jetzt Preußen, wenn auch nicht von Herzen, so doch mit unserem Kopf“. Während seiner Zeit als Pastor auf Alsen in einer Gemeinde, deren Mitglieder größtenteils dänisch sprachen, versuchte er, zwischen Deutschen und Dänen zu vermitteln. So hielt er Predigten in exzellentem Dänisch.

## Familie
Gardthausen heiratete am 22. Oktober 1840 in Preetz Constanze Adelaide Seidel (* 20. Januar 1809 in Glückstadt; † 8. Januar 1862 in Barmstedt). Ihr Vater Johann Ernst Seidel (1765–1832) stammte aus Markbreit, arbeitete als Stadtpräsident von Glückstadt und war verheiratet mit Auguste Amalie, geborene Dittmer aus Kiel. Aus Gardthausens erster Ehe gingen mindestens zwei Töchter und drei Söhne hervor.
In zweiter Ehe heiratete Gardthausen am 25. November 1864 in Barmstedt Adamine Helene Luise Gräfin von Luckner (* 11. Februar 1828), mit der er eine Tochter hatte. Ihr Vater Ferdinand Graf von Luckner (1797–1836) war ein dänischer Rittmeister und Fideikommissbesitzer auf Schulenburg. Er war in erster Ehe verheiratet mit Mathilde, geborene Gräfin zu Stolberg-Stolber (1803–1830) aus Plön. In zweiter Ehe heiratete von Luckner Sophie de Chaufepié (1804–1887) aus Hamburg.